# Norvežani
Norvežani so skandinavski (germanski) narod, ki živi na področju Norveške. Trenutno je okoli 5,52 milijona Norvežanov, še več pa je potomcev, ki so se izselili v druge države. Norvežani so potomci Vikingov in govorijo norveško.